# Greg Vanderidt
Gregoire François Vanderidt (Vilvoorde, 1 augustus 1970) is een Belgisch voetbalcoach. Hij werd op 7 februari 2022 aangesteld als hoofdcoach van de Belgische eersteklasser Beerschot Voetbalclub Antwerpen nadat hij er eerder op het seizoen ook al actief was als assistent-coach.

## Biografie
Vanderidt werd op 1 augustus 1970 geboren als zoon van een Belgische vader en Spaanse moeder. Als jeugdspeler was hij zelf actief binnen de jeugdopleiding van KV Mechelen. Op de positie van doelman schopte hij het tot de beloften van de Mechelse club.
Hij was in de lagere Belgische reeksen actief als hoofdtrainer van onder andere KGR Katelijne en KFC Eppegem. Dit combineerde hij met een baan als leidinggevende bij de Brusselse distributienetbeheerder Sibelga. Op 4 november 2018 verliet hij Eppegem om trainer te worden bij Rupel Boom, een club die actief is in de Eerste klasse Amateurs, de hoogste niet-professionele reeks in het Belgisch voetbal.
In september 2021 kreeg Vanderidt bij Belgisch eersteklasser Beerschot Voetbalclub Antwerpen de kans om de overstap naar het profvoetbal te maken: hij werd er assistent achter de nieuwe Argentijnse hoofdcoach Javier Torrente. Toen Torrente begin februari 2022 ontslagen werd wegens tegenvallende resultaten, nam Vanderidt tijdelijk over. Beerschot stond op dat moment allerlaatste in Eerste klasse A met tien punten achterstand op de voorlaatste, RFC Seraing. Vanderidt boekte in zijn eerste wedstrijd meteen een 2-1-zege tegen KV Kortrijk, maar de acht overige competitiewedstrijden gingen verloren. Beerschot tuimelde daardoor na twee jaar weer uit de Jupiler Pro League. Door de 5-0-forfaitnederlaag tegen Union Sint-Gillis op de slotspeeldag van de reguliere competitie evenaarde Beerschot bovendien het negatieve record van KSC Hasselt, dat in het seizoen 1979/80 maar liefst 26 competitiewedstrijden verloor. Na afloop van het seizoen gingen Vanderidt en Beerschot in onderling overleg uit elkaar.
Eind juni 2022 werd Vanderidt aangekondigd als de nieuwe trainer van Racing Mechelen, dat in het seizoen daarvoor onder Dave De Herdt kampioen was geworden in de Derde afdeling. In zijn debuutseizoen eindigde hij tiende met de club in de Tweede afdeling. Vanderidt begon ook nog aan het seizoen 2023/24, maar eind januari 2024 stapte hij zelf op bij de Mechelse club, ondanks een vierde plaats in het klassement.
In april 2024 werd Vanderidt aangesteld als trainer van SK Londerzeel, dat pas naar de Derde afdeling gedegradeerd was. Twee maanden later, nog voor het begin van het nieuwe seizoen, stapte Vanderidt om persoonlijke redenen zelf op bij de club.